# Ayuntamiento de Majadahonda
El Ayuntamiento de Majadahonda es el órgano encargado del gobierno y administración del municipio de Majadahonda (Comunidad de Madrid, España). Está presidido por el alcalde de Majadahonda. Actualmente ocupa dicho cargo Lola Moreno del PP. Esta administración tiene su sede en la plaza Mayor, junto a la Gran Vía de la localidad majariega.

## Sede
El anterior ayuntamiento de la localidad estuvo situado en la que hoy es conocida, como la Plaza de la Constitución, justo en la misma ubicación de la iglesia del municipio. 
La alcaldía actual está presidida por Dolores Moreno. 
Durante la guerra civil española, Majadahonda es bombardeada y es prácticamente destruida en su totalidad. Después de la contienda, la dictadura franquista traza el denominado "Plan de Regiones Devastadas", para la reconstrucción de aquellas localidades destruidas durante la Guerra Civil Española. Majadahonda fue uno de los municipios, donde la intervención se hizo patente, ya que en los años 40, se inició la construcción de la nueva Casa Consistorial majariega en el nuevo emplazamiento (donde hoy se ubica). 
El edificio estaba coronado por el Águila de San Juan, escudo de la España franquista, situado en la parte superior central del mismo, justo encima del balcón principal. Durante la transición, este símbolo fue sustituido por el actual escudo de España. Asimismo, en la Plaza Mayor, alrededor la cual el Ayuntamiento se sitúa, hay un pequeño parque que hace las veces de "entrada" a la Casa Consistorial.

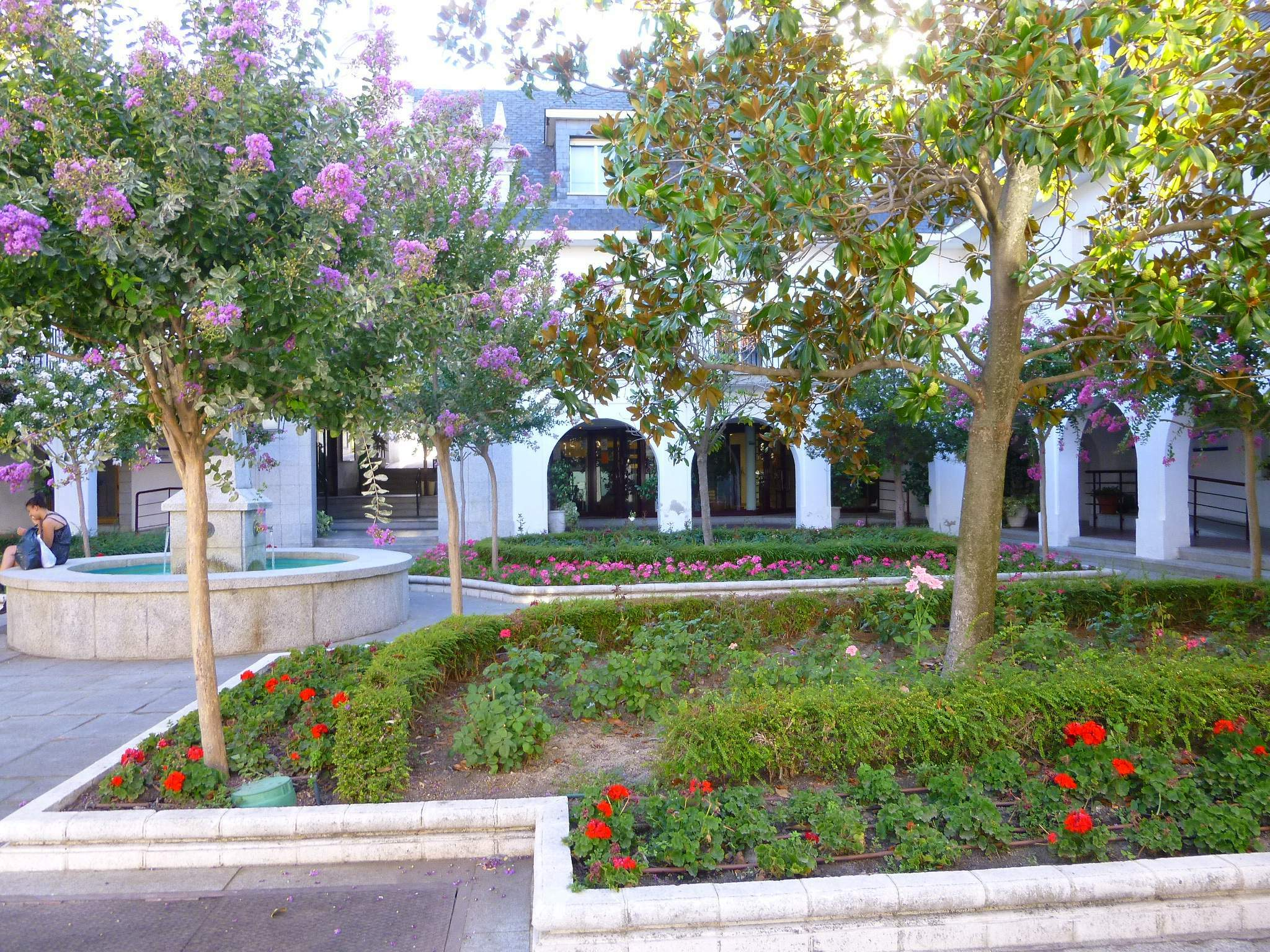
Jardín del Ayuntamiento

## Alcaldes
| Periodo   | Nombre | Partido                                                |
| --------- | --- | ------------------------------------------------------ |
| 1979-1983 | José María Rodríguez Colorado (1979-1980) Francisco de Vera Santana (1980-1982) Luis Egea Ramírez (1982-1983) | Partido Socialista Obrero Español (PSOE)               |
| 1983-1987 | Luis Egea Ramírez                                                                                             | Partido Socialista Obrero Español (PSOE)               |
| 1987-1991 | Roberto Rodríguez Solano (1987-1989) Ricardo Romero de Tejada (1989-1991)                                     | Centro Democrático y Social (CDS) Partido Popular (PP) |
| 1991-1995 | Ricardo Romero de Tejada                                                                                      | Partido Popular (PP)                                   |
| 1995-1999 | Ricardo Romero de Tejada                                                                                      | Partido Popular (PP)                                   |
| 1999-2003 | Ricardo Romero de Tejada (1999-2001) Guillermo Ortega Alonso (2001-2003)                                      | Partido Popular (PP)                                   |
| 2003-2007 | Guillermo Ortega Alonso (2003-2005) Narciso de Foxá (2005-2007)                                               | Partido Popular (PP)                                   |
| 2007-2011 | Narciso de Foxá                                                                                               | Partido Popular (PP)                                   |
| 2011-2015 | Narciso de Foxá                                                                                               | Partido Popular (PP)                                   |
| 2015-2019 | Narciso de Foxá                                                                                               | Partido Popular (PP)                                   |
| 2019-2023 | José Luis Álvarez Ustarroz                                                                                    | Partido Popular (PP)                                   |
| 2023-act. | Lola Moreno Molino                                                                                            | Partido Popular (PP)                                   |

## Composición de los órganos de gobierno

### Junta de gobierno local
|               |                      |                             |                                                                                         |  |
| Representante |                      |                             |                                                                                         |  |
| Cargo         | Atribuciones         |                             |                                                                                         |  |
|               | Lola Moreno          | Alcalde                     | Presidente                                                                              |  |
|               | Ricardo Riquelme     | Primer teniente de alcalde  | Concejal de Urbanismo, Obras y Mantenimiento                                            |  |
|               | Manuel Ortiz         | Segundo teniente de alcalde | Recursos Humanos, Régimen Interior, Servicios Jurídicos, Seguridad y Nuevas Tecnologías |  |
|               | Mª Fátima Inés Núñez | Tercera teniente de alcalde | Concejala de Cultura, Educación y Juventud                                              |  |

## Resultados electorales
| Partido político                                                                           | 2023  | 2023   | 2023       | 2019  | 2019   | 2019       | 2015  | 2015   | 2015       | 2011  | 2011   | 2011       | 2007  | 2007   | 2007       | 2003  | 2003   | 2003       | 1999  | 1999   | 1999       | 1995  | 1995   | 1995       | 1991  | 1991  | 1991       | 1987  | 1987  | 1987       | 1983  | 1983  | 1983       | 1979  | 1979  | 1979       |
| Partido político                                                                           | %     | Votos  | Concejales | %     | Votos  | Concejales | %     | Votos  | Concejales | %     | Votos  | Concejales | %     | Votos  | Concejales | %     | Votos  | Concejales | %     | Votos  | Concejales | %     | Votos  | Concejales | %     | Votos | Concejales | %     | Votos | Concejales | %     | Votos | Concejales | %     | Votos | Concejales |
| Partido Popular (PP)                                                                       | 49,38 | 19 023 | 15         | 33,09 | 12 026 | 10         | 38,76 | 13 240 | 11         | 51,57 | 16 800 | 14         | 59,18 | 18 555 | 16         | 52,01 | 14 846 | 15         | 49,20 | 10 337 | 12         | 60,30 | 12 307 | 14         | 60,38 | 8444  | 14         | 39,04 | 5314  | 9          | 43,34 | 4640  | 10         | —     | —     | —          |
| Vox                                                                                        | 15,64 | 6025   | 4          | 12,35 | 4487   | 3          | 3,45  | 1180   | 0          | —     | —      | —          | —     | —      | —          | —     | —      | —          | —     | —      | —          | —     | —      | —          | —     | —     | —          | —     | —     | —          | —     | —     | —          | —     | —     | —          |
| Partido Socialista Obrero Español (PSOE)                                                   | 12,75 | 4914   | 3          | 15,80 | 5742   | 5          | 11,38 | 3887   | 3          | 14,88 | 4847   | 4          | 20,86 | 6540   | 5          | 26,97 | 7699   | 7          | 26,88 | 5648   | 6          | 17,05 | 3479   | 4          | 21,98 | 3060  | 5          | 29,83 | 4060  | 7          | 47,49 | 5084  | 11         | 45,91 | 2411  | 8          |
| Vecinos por Majadahonda (VPMJ)                                                             | 6,91  | 2665   | 2          | 3,19  | 1159   | 0          | —     | —      | —          | —     | —      | —          | —     | —      | —          | —     | —      | —          | —     | —      | —          | —     | —      | —          | —     | —     | —          | —     | —     | —          | —     | —     | —          | —     | —     | —          |
| Más Madrid (MM-IU)                                                                         | 6,38  | 2461   | 1          | —     | —      | —          | —     | —      | —          | —     | —      | —          | —     | —      | —          | —     | —      | —          | —     | —      | —          | —     | —      | —          | —     | —     | —          | —     | —     | —          | —     | —     | —          | —     | —     | —          |
| Centristas Majadahonda-Centro Democrático y Social (CDS)-Unión de Centro Democrático (UCD) | 4,21  | 1625   | 0          | 3,37  | 1225   | 0          | 5,25  | 1792   | 1          | 8,40  | 2738   | 2          | 8,21  | 2574   | 2          | 6,98  | 1993   | 2          | 8,03  | 1686   | 2          | 4,61  | 940    | 0          | 2,5   | 349   | 0          | 20,93 | 2849  | 4          | 4,87  | 521   | 0          | 28,47 | 1495  | 5          |
| Ciudadanos (CS)                                                                            | 2,63  | 1013   | 0          | 22,75 | 8270   | 7          | 20,3  | 6936   | 6          | —     | —      | —          | —     | —      | —          | —     | —      | —          | —     | —      | —          | —     | —      | —          | —     | —     | —          | —     | —     | —          | —     | —     | —          | —     | —     | —          |
| Somos Majadahonda                                                                          | —     | —      | —          | 3,23  | 1173   | 0          | 10,17 | 3474   | 3          | —     | —      | —          | —     | —      | —          | —     | —      | —          | —     | —      | —          | —     | —      | —          | —     | —     | —          | —     | —     | —          | —     | —     | —          | —     | —     | —          |
| Izquierda Unida (IU)-Partido Comunista de España (PCE)                                     | —     | —      | —          | 2,83  | 1027   | 0          | 5,78  | 1975   | 1          | 9,69  | 3158   | 2          | 7,24  | 2271   | 2          | 6,34  | 1809   | 1          | 7,46  | 1567   | 1          | 14,00 | 2857   | 3          | 10,07 | 1408  | 2          | 6,08  | 827   | 1          | —     | —     | —          | 12,57 | 660   | 2          |
| Unión Progreso y Democracia (UPyD)                                                         | —     | —      | —          | —     | —      | —          | 3,31  | 1132   | 0          | 11,21 | 3652   | 3          | —     | —      | —          | —     | —      | —          | —     | —      | —          | —     | —      | —          | —     | —     | —          | —     | —     | —          | —     | —     | —          | —     | —     | —          |
| Candidatura Independiente de Majadahonda (CIM)                                             | —     | —      | —          | —     | —      | —          | —     | —      | —          | —     | —      | —          | —     | —      | —          | —     | —      | —          | —     | —      | —          | —     | —      | —          | —     | —     | —          | —     | —     | —          | —     | —     | —          | 13,06 | 686   | 2          |

## Empresas municipales
El Ayuntamiento de Majadahonda es dueño de varias empresas municipales, entre las que destaca PAMMASA (Patrimonio Municipal de Majadahonda, S.A.).

## Evolución de la deuda viva municipal
El concepto de deuda viva contempla sólo las deudas con cajas y bancos relativas a créditos financieros, valores de renta fija y préstamos o créditos transferidos a terceros, excluyéndose, por tanto, la deuda comercial.
| Gráfica de evolución de la deuda viva del Ayuntamiento entre 2008 y 2023                              |
| |
| Deuda viva del Ayuntamiento de Majadahonda, en miles de euros, según datos del Ministerio de Hacienda |